# The Mark of Cain
The Mark of Cain é um filme mudo dos Estados Unidos de 1916, do gênero drama, dirigido por Joe De Grasse e estrelado por Lon Chaney.

## Elenco
- Lon Chaney - Dick Temple
- Dorothy Phillips - Doris
- Frank Whitson - John Graham
- Gilmore Hammond - Jake
- T. D. Crittenden - Sr. Wilson
- Gretchen Lederer - Sra. Wilson
- Lydia Yeamans Titus - mãe do Dick
- Mark Fenton - pai do Dick
- Georgia French - Baby Wilson
- J. H. Gilmour